# Teatro Celebrazioni
Il Teatro Celebrazioni è un teatro di Bologna, situato in via Saragozza 234 e gestito da Theatricon SRL.

## Storia
Gli inizi: 1950-1960
La storia della nascita del Teatro è legata a quella della Casa di riposo per artisti e operatori dello spettacolo Lydia Borelli. Lorenzo Ruggi, il proprietario della casa, fu il primo a desiderare fortemente e a riuscire a realizzare il progetto di un teatro all'interno del parco. Negli anni 1950 il progetto fu affidato all'ingegnere Giorgio Ramponi, alla sua improvvisa scomparsa subentrarono Vittorio Delpino e Luigi Lorenzo Secchia che dovettero affrontare alcune difficoltà tecniche, come quella di arginare la spinta della collina di San Luca, per cui venne realizzato un argine di cemento a protezione della spianata del Teatro. Durante i primi lavori, Ruggi colse la bellezza naturale della collina e decise di far costruire un fondale di cristallo dietro al palco, affinché si creasse una scenografia naturale adatta a ogni spettacolo; tuttora il fondale è ancora presente, malgrado sia coperto da un pannello per esigenze di scena.
Per la realizzazione del Teatro fu fondamentale la donazione del conte Vittorio Cini, marito dell'attrice Lydia Borelli. Tuttavia era necessario ancora molto denaro, così Ruggi chiamò a raccolta i bolognesi tramite i giornali che diffusero il suo appello con le seguenti parole: "Una pietra, signori, per il teatro dei vecchi artisti", il messaggio non tardò ad arrivare. I singoli cittadini potevano donare anche solo 11 lire per l'acquisto di un mattone o 18 lire per una tegola, tra i primi a contribuire si segnalano il direttore alla fotografia Anchise Brizzi, l'attore Vittorio De Sica, diverse istituzioni e banche.
Le difficoltà burocratiche ritardarono la costruzione del Teatro, solo il 24 febbraio 1961 si ottenne la cessione del terreno da parte del Comune di Bologna anche grazie al ministro dell'Istruzione Giuseppe Medici, il quale agì da intermediario e propose di assegnare il nome "Celebrazioni" al Teatro, pensato, appunto, come luogo per ricorrenze e celebrazioni. In quegli anni, per incentivare le donazioni, Ruggi rese possibile l'intestazione delle ottocento poltrone del Teatro, tanto che tuttora sono conservate alcune targhette dorate con i nomi dei donatori, tra le più note vi sono quelle della regina Elisabetta II d'Inghilterra, del consorte Filippo e quelle dedicate a celebri artisti come Carducci, Pascoli e Toscanini. L'iniziativa fu un grande successo e permise di ottenere il denaro necessario per proseguire con i lavori edili. Ruggi ambiva a realizzare un teatro cittadino prestigioso dallo spirito internazionale, per cui non mancò di accettare consigli da grandi artisti: convocò Paolo Stoppa per scegliere i colori della sala e chiese a Mina in persona di testare l'acustica del Teatro.
Nel 1968 venne affisso in cima al Teatro il motto coniato dallo stesso Ruggi: "Nec factio, nec favor, nec lucrum in hanc scenam adducit", che tradotto significa "né per politica, né per amicizia, né per lucro si può accedere a queste scene". L'edificio era pronto, ma mancavano ancora l'impianto elettrico e la caldaia, per cui l'inaugurazione fu rimandata.
1970-2000
Nel 1972 venne a mancare Lorenzo Ruggi, il quale aveva iniziato una contrattazione per l'affitto del Teatro da parte di diversi enti territoriali. L'accordo, ripreso in mano da Sergio Stoppato, richiese molto tempo ed energie senza giungere a una conclusione. L'occasione per aprire il sipario e terminare i lavori arrivò nel 1980 quando, a causa di una ristrutturazione, il Comune era in cerca di uno spazio per i concerti del Teatro Comunale, che vennero spostati momentaneamente proprio al Teatro delle Celebrazioni. La data ufficiale dell'inaugurazione venne fissata il 31 gennaio 1983 con la presenza del sindaco Renato Zangheri e di altre autorità locali, il Resto del Carlino titolò "Sipario, finalmente!" e la serata fu un successo. Per l'occasione, tra i tanti presenti, calcarono il palco Eduardo De Filippo, Giorgio Albertazzi, Vittorio Gassman e il complesso di archi del Comunale che concluse la serata sulle note di Mozart.
Fino al 1992 si susseguirono concerti, balletti e manifestazioni cittadine, vennero presentati Il Matrimonio Segreto, dramma di Domenico Cimarosa, un concerto del compositore Luciano Berio e del pianista Ivo Pogorelich e ci fu un'esibizione della Doctor Dixie Jazz Band, storico gruppo bolognese. A maggio, il sovrintendente Sergio Escobar sottoscrisse l'impegno a fruire del Teatro per un anno intero, scadenza in cui venne indetta una gara per aggiudicarsi il nuovo contratto di locazione. La gestione del Teatro passò quindi alla società SO.GE.TE guidata da Franco Ghizzo che avviò i necessari lavori tecnici e di messa in sicurezza. Nel 1996 il mandato di gestione fu affidato alla società ITC (Idea di Teatro Contemporaneo), al direttore artistico Paolo Scotti ed Enor Silvani come direttore teatrale; Silvani sognava di portare al Celebrazioni la contemporaneità nell'ambito della prosa, della danza e della musica, lasciando spazio anche al linguaggio comico emergente. A gennaio del 1997 il Teatro inaugurò i nuovi colori e le nuove poltrone con una tappa del tour di Angelo Branduardi, per poi ospitare Vinicio Capossela e la comicità emergente di Angela Finocchiaro, Gene Gnocchi e il trio Aldo, Giovanni e Giacomo. Fu un periodo di grandi successi e attiva partecipazione alla vita culturale cittadina; memorabile fu la serata del 15 novembre 1997, quando Francesco Freyre si esibì nel musical Music box live show. In scena venne montato un vero e proprio ring e l'atrio, allestito con roulettes e slot machine, era illuminato a giorno per richiamare l'atmosfera dei grandi alberghi di Las Vegas. Le stagioni successive puntarono nuovamente sul genere comico ospitando, tra i tanti, Tullio Solenghi, Alessandro Benvenuti, Luciana Litizzetto e Antonio Albanese, oltre a offrire in affitto il Teatro come sala di registrazioni per trasmissione televisive come "Comici" di Serena Dandini e Gino & Michele.
Dal 2000 a oggi:
Nel 2000 la gestione del Teatro fu subaffittata alla società "Ruvido Spettacoli Srl" che divenne indirettamente intestataria del contratto modificando la denominazione sociale in "Celebrazioni Srl". In direzione approdò Mariangela Pitturru che portò sul palco ballerini, acrobati e spettacoli contemporanei come L'Arlesiana per la regia di Vittorio Sgarbi e Mistero Buffo di Dario Fo e Franca Rame. Purtroppo la crisi economica di inizio secolo colpì in modo critico anche il mondo dello spettacolo e nel 2012 il Teatro passò nelle mani di "RPG Produzioni srl" che, dopo una sola rassegna estiva, sciolse il contratto a causa di dissapori con il gestore della Casa Lydia Borelli. Il Teatro rimase chiuso fino al 2015. Nel novembre dello stesso anno la società "Theatricon Srl" diretta da Filippo Vernassa si fece avanti per gestire il Teatro insieme con Enfiteatro e, dopo i necessari lavori di restyling della sala, in via Saragozza vennero nuovamente accese le luci. Il Teatro fu inaugurato con l'attuale nome Il Celebrazioni. A oggi Il Celebrazioni vanta innumerevoli spettacoli di prosa e danza, di show comici e concerti, ospita eventi e non smette di essere un punto di riferimento per la cultura cittadina.

## Descrizione
Situato in via Saragozza, nei pressi dell'arco del Meloncello, il teatro fa parte del complesso della Casa Lyda Borelli per artisti e operatori dello spettacolo, la stagione teatrale generalmente va da ottobre a maggio.
Il palcoscenico misura 26 metri in larghezza, 13,50 metri in profondità, 19 in altezza. Il boccascena è 16 metri in larghezza e 9 metri in altezza. La sala dispone di quasi mille posti a sedere.
La stagione teatrale generalmente va da ottobre a maggio e prevede la messa in scena di spettacoli di prosa e danza, di show comici e concerti.